# René Pérez Joglar
René Pérez Joglar (San Juan, 1978. február 23.) művésznevén Residente (Rezidens), Puerto Ricó-i énekes dalszerző, korábban a Calle 13 együttes alapító tagja és szólistája (2004-2014). Az együttesnek állandó tagja volt még két féltestvére, Ileana  Cabra Joglar alias PG-13 és Eduardo José Cabra Martínez alias Visitante (Látogató). Bár első szerzeményei a reggaetón irányzathoz kapcsolódnak, később eltávolodik ettől a stílustól,  dalszövegeiben társadalomkritikai és politikai témák felé fordul, zenéjében pedig hiphop és urban stílust ötvöz latin-amerikai zenével.
2015-ben szólókarrierbe kezdett.

## Korai évek
Residente San Juan tőszomszédságában, Hato Reyben született. Anyja Flor Joglar de Gracia, ismert Puerto Ricó-i színésznő, apja ügyvéd. A fiúk kétévesek voltak, amikor Residente anyja hozzáment Visitante apjához, a mostohatestvérek ekkor ismerték meg egymást. A család szoros kapcsolatokat ápolt Puerto Rico művész közösségével; Residente anyja a Teatro del Sesenta nevű helyi társulatban volt színésznő, később ügyvédként praktizáló mostohaapja akkoriban zenész volt. Residente elmondása szerint a család viszonylagos jólétben élt, Puerto Ricónak ahhoz a rétegéhez tartoztak, akik „túl szegények, hogy gazdagok legyenek és túl gazdagok, hogy szegények legyenek”. Bár szüleik később elváltak, a mostohatestvérek kapcsolata szoros maradt.

## Tanulmányok
Residente a San Juan-i Képzőművészeti Iskolában érettségizett, képzőművészetet és formatervezést tanult. Ezt követően beiratkozott a
Georgia állambeli Savannah város Savannah College of Art and Design főiskolájára, ahol Master of Arts fokozatot és számítógépes animációból Master of Fine Arts fokozatot szerzett.

## Zenei pályafutás
A Calle 13 2004-ben alakult meg, amikor Residente mostohatestvérével, Visitantéval (valódi nevén Eduardo José Cabra Martínez) zenei felvételekbe kezdett. Művésznevük onnan ered, hogy gyermekkorukban a Trujillo Altóban  lévő házban úgy kellett bejelentkezniök a biztonsági őrnél, mint „Rezidens” illetve „Látogató”. A mostohatestvérek egy weboldalra töltötték fel számaikat és keresésbe kezdtek, hogy zenéjük kereskedelmi terjesztéséhez kiadót találjanak. Miután elküldtek néhány demófelvételt a White Lion Recordsnak, ajánlatot kaptak a lemezkiadótól. Első számuk ami elismerést hozott nekik, a Querido FBI, ami Filiberto Ojeda Ríos, a Puerto Ricó-i függetlenségi mozgalom kulcsfigurájának meggyilkolására adott válasz.
Residente zenéjére különböző műfajok voltak hatással, többek között Rubén Blades salsaénekes, Silvio Rodríguez dalszerző énekes és Tite Curet Alonso író.
2009-ben szerepet kapott az Old Dogs című Disney-film egyik jelenetében, ahol tetováló művészt alakított.
Residente és a Calle 13 együttes 21 Latin Grammy-díjat és két Grammy-díjat nyert, és ezzel listavezetők a Grammy-díjazottak között.

## Politikai nézetek és társadalomkritika

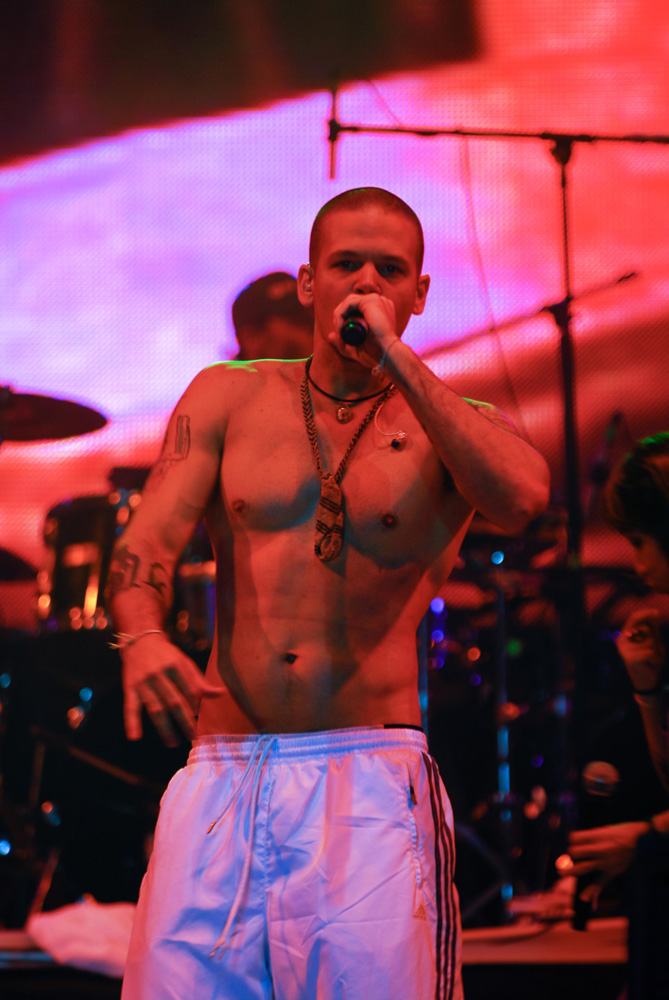
Residente az Afro-karibi Fesztiválon 2009-ben

Residente egyike azoknak, akik a leghatározottabban követelik Puerto Rico függetlenségét az Egyesült Államoktól. A karibi ország 1898 óta az Egyesült Államok birtoka, hivatalos kormányzati formája Estado Libre Asociado – Commonwealth (United States insular area), azaz szabad társult állam. René többek között azt is kifogásolja, hogy a szigeten észak-amerikai katonai bázisokat tartanak fenn. 2012. április 25-én találkozott Uruguay elnökével, José Mujicával és arra kérte őt, hogy a latin-amerikai országok kormányközi találkozóira a szigetországot is hívják meg.
Másrészt úgy sajtónyilatkozataiban mint koncertfellépésein gyakran hívja fel a figyelmet különböző társadalompolitikai veszélyekre. Fellépésein ilyen tartalmú üzeneteket visel a pólóján vagy a felsőtestén. 2009 októberében az MTV Latin-Amerikai Díjak díjátadóján pólóján az az üzenet állt, hogy „Uribét a támaszpontokra”, amit úgy is lehetett olvasni hogy „Uribe paramilitáris”, utalva ezzel arra, hogy Álvaro Uribe második kormányzati ciklusa idején olyan egyezmény írt alá az Egyesült Államokkal, mely lehetővé tette, hogy külföldi katonai erők állomásozzanak Kolumbiában. Ugyanazon a fellépésen később egy másik pólót mutatott be, melyen az állt, hogy „Chávezt jelölték a legjobb popelőadónak”, utalva ezzel Venezuela volt elnökének, Hugo Cháveznek a halálára. A díjátadón két további üzenetet is bemutattak: „Micheletire Pinocheti rímel”, ami Roberto Michelettire vonatkozott, aki 2009-ben államcsínnyel ragadta magához a hatalmat Hondurasban. A másik pedig úgy szólt, hogy „Mexikó sosem felejti 1968. október 2-át”, utalva az 1968-ban Mexikóban elkövetett  tlatelolcói mészárlásra. Renének volt olyan felhívása is, hogy „Szólj valamit a 30 000 eltűnt chileiért” azokra a letartóztatottakra gondolva, akik Chilében az 1973-as puccs alatt, majd azt követően Augusto Pinochet uralma idején nyomtalanul eltűntek.
2011 májusában az ABC észak-amerikai televízió egyik csatornáján egy show műsorban tiltakozott a chilei Hidroaysén megaprojekt ellen. Ugyanabban az évben szeptemberben chilei fellépése során a hátára a „Mapuche erő” feliratot írta, így vállalva szolidaritást az országban élő mapucse indiánokkal, akiknek helyzete régóta megoldatlan. A fellépést követően ki akarták toloncolni az országból. Még abban az évben novemberben a Latin Grammy-díjasok bemutatóján a pólóján az „Ingyenes közoktatást” felirat, továbbá a Dominikai Köztársaság, Puerto Rico, Kolumbia és Chile volt látható. Chilében akkor zajlottak a 2011-2012-es diáktüntetések.

## Diszkográfia

### Calle 13 albumok
- 2005 – Calle 13
- 2007 – Residente o Visitante
- 2008 – Los de atrás vienen conmigo
- 2010 – Entren los que quieran
- 2014 – Multi Viral

### Szólóalbum
- 2017 – Residente

### Kislemezek
- 2017 – Somos anormales
- 2017 – Mis disculpas
- 2017 – La cátedra
- 2017 – Hijos del cañaveral
- 2017 – Dagombas en Tamale
- 2017 – Desencuentro
- 2017 – Guerra
- 2018 – Sexo
- 2018 – Querido Louis
- 2018 – Rap bruto
- 2018 – Banana Papaya
- 2018 – Uno menos
- 2019 – Bellacoso
- 2019 – Pecador
- 2020 – René
- 2020 – Antes que el mundo se acabe

### Közreműködések
- 2006 – No hay igual (Nelly Furtado Loose c. albumán)
- 2006 – La peleíta (Alejandro Sanz El tren de los momentos  c. albumán)
- 2009 – Canción para un niño en la calle (Mercedes Sosa Cantora, un viaje íntimo c. albumán)
- 2010 – Gordita (Shakira Sale el sol c. albumán)
- 2010 – Insoportablemente cruel (Andrés Calamaro On the rock c. albumán)
- 2010 – Pa Trás (Dante Spinetta Pyramide c. albumán)
- 2011 – Plena y bomba (Susana Baca Afrodiáspora c. albumán)
- 2012 – Métete conmigo (Las Manos de Filippi 20 Años c. albumán)
- 2013 – Madre Tierra (Draco Rosa Vida c. albumán)

## Filmográfia
- 2006 – My Block: Puerto Rico (dokumentumfilm), önmaga szerepében;
- 2009 – Old Dogs, mint tetováló művész;
- 2009 – Mercedes Sosa, Cantora un viaje íntimo (dokumentumfilm), önmaga szerepében;
- 2017 – Residente (dokumentumfilm), saját rendezése;
- 2017 – Líbano (dokumentumfilm), önmaga szerepében és mint rendező;
- 2018 – Rubén Blades Is Not My Name (dokumentumfilm), önmaga szerepében;

## Fordítás
- Ez a szócikk részben vagy egészben  a   Residente (Calle 13) című spanyol Wikipédia-szócikk ezen változatának fordításán alapul.  Az eredeti cikk szerkesztőit annak laptörténete sorolja fel. Ez a jelzés csupán a megfogalmazás eredetét és a szerzői jogokat jelzi, nem szolgál a cikkben szereplő információk forrásmegjelöléseként.